# KBS World
KBS World — це південнокорейський платний телеканал, керований Корейською системою телемовлення, орієнтований на міжнародну аудиторію за межами Південної Кореї. Його було запущено 1 липня 2003 року. В основному трансляція відбувається корейською мовою, але також надаються субтитри англійською, китайською та малайською мовами.
Окрім сигналів із Сеула, існують три окремі служби, які працюють на конкретних ринках: японська версія KBS World, яку веде KBS Japan, орієнтована на японську аудиторію, індонезійська версія KBS World, яку веде OKTN, орієнтована на індонезійську аудиторію, а американська версія KBS World, яку веде KBS America, орієнтована на корейців у Північній та Південній Америці.

## Наповнення
Програми на KBS World походять з двох місцевих телеканалів KBS: KBS1 та KBS2. На KBS World можна побачити майже всі жанри програм, включаючи новини, драми, документальні фільми та дитячі програми. Передачі ведуться переважно корейською мовою, але по буднях показують також англомовний випуск новин KBS World News Today, а також інші оригінальні програми, такі як «The Three Colors of Korea» («Три кольори Кореї»).

## Сестринські канали
KBS World також керує KBS Korea, яка транслює корейські новини, поточні події, ток-шоу, документальні фільми та культурно-орієнтовані програми для закордонних корейців. який транслює корейські новини, поточні події, ток-шоу, документальні фільми та культурно-орієнтовані програми для закордонних корейців. 

## Інтернет
KBS World TV також надає послуги прямої трансляції на своєму офіційному каналі YouTube. Окрім трансляції свого основного каналу, він також транслює канал World 24 і підтримує бібліотеку минулих програм для перегляду за запитом, більшість з яких доступні із субтитрами англійською та іншими мовами. Відкритий у 2015 році, канал World TV став доступним онлайн у Північній Америці та інших країнах, особливо в тих, де немає суворих правил захисту авторських прав.
12 березня 2018 року YouTube-канал KBS World TV тимчасово припинив онлайн-трансляцію World TV на ці території, посилаючись на внутрішні проблеми каналу. З липня 2021 року корейська стрічка тепер доступна для перегляду.